# Girl Like U
Girl Like U é uma canção do rapper estadunidense Snoop Dogg, lançada para seu sétimo álbum de estúdio R&G (Rhythm & Gangsta): The Masterpiece. A canção foi escrita pelo próprio interprete, juntamente com o rapper Nelly que fez participação na faixa e produzida por L.T. Hutton.

## Desempenho nas paradas
| Paradas (2004)                                                | Melhor posição |
| ------------------------------------------------------------- | -------------- |
| Estados Unidos (Billboard Bubbling Under R&B/Hip-Hop Singles) | 15             |